# Глин, Элинор
Элинор Глин (англ. Elinor Glyn, урождённая Сазерленд, англ. Sutherland; 17 октября 1864[…], Сент-Хелиер — 23 сентября 1943[…], Лондон) — британская писательница, сценаристка и журналистка. Писала книги в жанре любовного романа.

## Биография
Элинор родилась в 1864 году в семье инженера-строителя Дугласа Сазерленда и его жены Элинор Сондерс. У неё была старшая сестра Люси Кристина, впоследствии известный модельер. Когда Элинор было два месяца, её отец умер. После этого мать Элинор вернулась в родительский дом в Гуэлф. Элинор не получила высшего образования, но много читала книги в семейной библиотеке. В 1892 году Элинор Сазерленд вышла замуж за адвоката Клейтона Луи Глина (1857—1915), потомка лорда-мэра Лондона. В браке родились дочери Маргот и Джулиет.
В 1897 году Глин написала серию иллюстрированных писем о моде и красоте для журнала Scottish Life. В 1900 году она опубликовала первую книгу The Visits of Elizabeth. В 1907 году писательница опубликовала книгу Three Weeks, которая стала бестселлером. Тогда же она отправилась в первую поездку по США для продвижения романа. В своих книгах Глин обычно изображала жизнь аристократов и превозносила женскую сексуальность и физическое и эмоциональное удовлетворение, а также критиковала институт брака. Произведения писательницы были скандальными для своего времени и подвергались цензуре.
Брак с Глином был несчастливым, и у Элинор было много романов. В 1907—1916 годах она состояла в отношениях с маркизом Джорджом Керзоном. После 1916 года Глин была вынуждена писать для зарабатывания денег. У неё было много долгов, а её муж умер в следующем году. Роман Глин 1916 года The Career of Katherine Bush печатался в журнале Cosmopolitan.
В 1920 году Глин вновь приехала в США, где стала работать сценаристкой в Голливуде. Многие её книги были экранизированы в 1920-х. Фильм 1927 года «Это» по роману Глин стал коммерчески успешным и принёс ей известность в США. В 1929 году Глин вернулась в Великобританию из-за финансовых проблем.
В 1936 году Глин опубликовала автобиографию Romantic Adventure. Элинор Глин скончалась в 1943 году на 79-м году жизни. Была кремирована в Голдерс-Грин.

## В культуре
- В фильме «Смерть в Голливуде» роль Глин исполнила Джоанна Ламли.

## Библиография

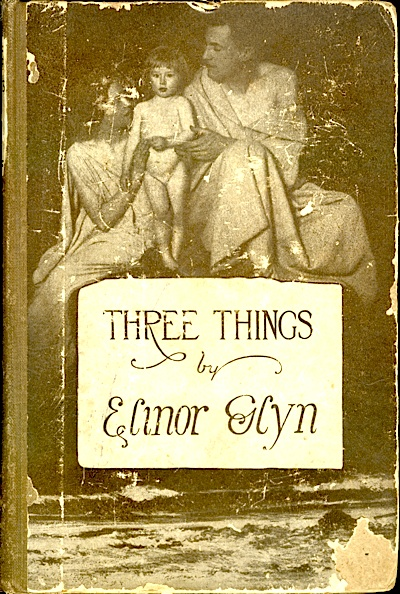
Обложка книги 1915 года Three Things